# Hornets de Huntington
Les Hornets de Huntington sont une franchise de hockey sur glace ayant évolué dans la Ligue internationale de hockey.

## Historique
L'équipe est créée en 1956 à Huntington en Virginie-Occidentale à la suite du déménagement des Rockets de Grand Rapids. En raison du faible nombre de spectateurs, son propriétaire, Ernie Berg, cherche à déménager à nouveau l'équipe dès décembre 1956 et la propose à la vente dans le même temps. Elle est finalement vendue et relocalisée en juin 1957 à Louisville au Kentucky où elle devient les Rebels de Louisville pour la saison 1956-1957. 
Lors de cette unique saison à Huntington, l'équipe dirigée par son entraîneur-joueur Eddie Olson se qualifie pour les séries éliminatoires mais perd au 1er tour contre les Mohawks de Cincinnati, futurs champions, 3 matchs à 1.

## Statistiques
| Saison    | PJ | V  | D  | N | BP  | BC  | Pts | Classement  | Séries éliminatoires | Entraîneur  |
| --------- | -- | -- | -- | - | --- | --- | --- | ----------- | -------------------- | ----------- |
| 1956-1957 | 60 | 26 | 30 | 4 | 180 | 188 | 56  | 5e rang LIH | Défaite au 1er tour  | Eddie Olson |

## Liste des joueurs
| No | Nom             | Nat. | Position      | Arrivée |
| -- | --------------- | ---- | ------------- | ------- |
|    | Jim Campbell    |      | Centre        | 1956    |
|    | Roger Christian |      | Ailier gauche | 1956    |
|    | Lou Crowdis     |      | Gardien       | 1956    |
|    | Don Davidson    |      | Centre        | 1956    |
|    | Doug Falby      |      | Défenseur     | 1956    |
|    | Bill Fillman    |      | Défenseur     | 1956    |
|    | Gerry Frenette  |      | Défenseur     | 1956    |
|    | Steve Gaber     |      | Ailier droit  | 1956    |
|    | George Hayes    |      | Centre        | 1956    |
|    | Jack Ingoldsby  |      | Ailier droit  | 1956    |
|    | Ron Johnson     |      | Ailier droit  | 1956    |
|    | Morris Lallo    |      | Défenseur     | 1956    |
|    | Rod McElroy     |      | Centre        | 1956    |
|    | Mike Narduzzi   |      | Ailier gauche | 1956    |
|    | Eddie Olson     |      | Ailier gauche | 1956    |
|    | Ray Parker      |      |               | 1956    |
|    | Eric Pogue      |      | Ailier droit  | 1956    |
|    | Len Ronson      |      | Ailier gauche | 1956    |
|    | Garnet Schai    |      | Défenseur     | 1956    |
|    | Ronnie Spong    |      | Centre        | 1956    |
|    | Len Thornson    |      | Centre        | 1956    |
|    | John Ticalo     |      | Défenseur     | 1956    |
|    | Bob Wilson      |      | Défenseur     | 1956    |